# Horcajo Medianero
Horcajo Medianero – gmina w Hiszpanii, w prowincji Salamanka, w Kastylii i León, o powierzchni 53,37 km². W 2011 roku gmina liczyła 250 mieszkańców.